# Чигиринське староство
Чигиринське староство — адміністративно-територіальна одиниця на території Правобережної України, з центром у місті Чигирин.
Чигиринського староства до Зборівської угоди не було, його територія у той час вважалась приналежною до Корсунського староства в складі Київського повіту Київського воєводства. Інколи у той час корсунського старосту йменували й «чигиринським».
Одразу по закінченні елекційного сейму 1648 року, що проходив з 6 жовтня по 19 листопада, на якому королем було обрано Яна Казимира, прибулі до Варшави козацькі посли просили його, серед іншого, щоб Б. Хмельницькому як гетьманові на булаву було надано староство, яке він собі вибере. За Зборівською угодою, місто Чигирин (тобто Чигиринське староство) завжди мало бути при булаві Війська Запорозького.. Відповідно до цієї угоди, 12 січня 1650 року король на сеймі видав привілей про надання Б. Хмельницькому як гетьманові на булаву Чигирина (староства). Гадяцька угода 1658 року підтвердила приналежність Чигиринського староства до гетьманської булави.
Протягом наступних років Чигиринське староство продовжувало бути таким. Павло Тетеря, будучи гетьманом Війська Запорозького, мав намір перенести гетьманську резиденцію з Чигирина до Білої Церкви з огляду на прикордонне місцерозташування Чигирина, де, як він вважав, доля гетьмана подібна до долі «вола під обухом». Таку ж позицію зайняв Петро Дорошенко у 1669 році . Після того як П. Дорошенко 1676 році перестав бути гетьманом, Чигиринське староство до гетьманської булави не належало. Від 1685 до 1712 року його територія входила до складу козацького Правобережжя, від 1712 р. нею володіли призначувані королем старости.
Зі скількох поселень складалась територія староства в XVII ст., точно невідомо. Відомо, що до нього входили містечка і села Суботів, Крилів, Капітанівка, Воронівка, Бужин, Медведівка, Жаботин, Кам'янка, Головківка